# Keiraku no hōteishiki Level-C
Keiraku no hōteishiki Level-C (快楽の方程式 Level-C?) è un manga di genere yaoi scritto ed illustrato da Aoi Futaba e Kurenai Mitsuba e pubblicato a partire dal 1993. Ne è stato fatto anche un adattamento animato come OAV nel 1995, che contiene anche molte scene erotiche esplicite.

## Trama
La storia racconta di una relazione sentimentale tra un impiegato ed un modello famoso. La vicenda si snoda cercando di portar a risoluzione i rapporto intercorrente tra i due.
I due protagonisti s'incontrano per caso ad un passaggio pedonale, e subito il diciannovenne Mizuki cattura l'attenzione di Kazuomi; lo vede tra la folla che cerca di superar il traffico caotico. I loro sguardi s'incontrano, gli occhi si parlano, ponendo una silenziosa domanda.
Si incamminano verso la casa del ragazzo: dopo esser stati a letto assieme, l'uomo chiede al ragazzo di poter rimanere per un periodo a viver da lui. In cambio dell'affitto gli offrirà rapporti sessuali continui e soddisfacenti.
Finiranno per condivider lo stesso appartamento; la conoscenza superficiale che hanno l'uno dell'altro via via che il tempo passa verrà ad approfondirsi, fino a trasformare un superficiale incontro d'un'ora in una stabile e duratura relazione d'amore.

## Personaggi
Mizuki Shinohara

Kazuomi e Mizuki

un giovane studente di liceo. Sembra più giovane dei suoi 19 anni e lavora come modello; ha un suo appartamento e vive da solo.
Kazuomi Honjo
un giovane che lavora come dipendente per un'azienda. Non è sposato e non ha un luogo di residenza fisso; vive giorno per giorno in casa dell'amante del momento.

## Doppiaggio
| Personaggio      | Doppiatore giapponese                      |
| ---------------- | ------------------------------------------ |
| Mizuki Shinohara | Akira Ishida                               |
| Kazuomi Honjo    | Shin'ichirō Miki Masako Esawa (da bambino) |
| Donna            | Miho Yoshida                               |
| Haruno Yoroi     | Rika Fukami                                |
| Minoru Shinohara | Takehito Koyasu                            |
| Madre di Kazuomi | Takumi Kurebayashi                         |